# Carmen saeculare
Il Carmen saeculare è un inno di 19 strofe saffiche (in totale 76 versi) composto da Quinto Orazio Flacco.
(Carmen Saeculare)

## Contesto storico
Esso fu cantato il 3 giugno del 17 a.C. sul Palatino e sul Campidoglio da un coro di fanciulli e fanciulle (virgines lectas puerosque castos, v. 6) durante i Ludi saeculares, voluti dall'imperatore Augusto per celebrare la venuta dell'età dell'oro preannunciata dalla IV ecloga di Virgilio.

## Stile
Lo stile del carme, che possiede un carattere rituale e religioso, è elevato e solenne: infatti sono frequenti le invocazioni ad Apollo (o Sole), a Diana, a Ilizia, alle Parche e alla Terra. Il componimento termina con l'encomio ad Augusto, considerato discendente di Venere per il tramite di Enea.

## Contenuto
Nel carme Orazio manifesta la sua partecipazione all'ideologia augustea e la sua fede nella grandezza di Roma.
Il carme secolare è la celebrazione di Augusto e della potenza di Roma sul mondo. Esso esprime l'augurio che essa non possa mai morire e un'invocazione agli dei di modo che diano lunga prosperità ai romani. Il carme risulta una preghiera perfetta, rappresentando l'apoteosi della cultura pagana e il culmine stilistico della poesia di Orazio.